# Свободный (город)
Свобо́дный (до 1917 — Алексе́евск) — город в Амурской области России, административный центр Свободненского района (не входит в состав района), административно-территориальная единица и муниципальное образование городской округ город Свободный.

## Этимология
Основан в 1912 году в связи со строительством Транссибирской железной дороги и назван Алексеевск по имени наследника российского престола цесаревича Алексея Николаевича Романова (1904—1918). 8 апреля 1917 года городское самоуправление переименовало Алексеевск в Свободный. 3 июля 1917 года это решение утвердило Временное правительство России.

## Физико-географическая характеристика
Город расположен на правом берегу реки Зея (левый приток Амура) в 125 км к северо-северо-востоку от Благовещенска.
Вдоль железнодорожной магистрали город вытянулся на 12 км, наибольшая ширина его в северной части достигает 5-6 км, в средней части город сужается до 1 км. К западу от железной дороги располагается центральная часть города, к северо-востоку от неё — Залинейный район. Территория к северу от ручья Раздольного, впадающего в реку Ключевую (Джелунь), называется Северным городком. К югу от центральной части города находится основной промышленный район — станция Михайло-Чесноковская и самая старая часть города — Суражевка. Западнее станции М-Чесноковской располагаются районы Ударный, Советский и Дубовка. Площадь города — 225 км², застроенная площадь города составляет 20 км².
В 45 км севернее Свободного находится город Циолковский, центр нового российского космодрома «Восточный», строительство которого начато в 2012 году.

### Климат
Согласно климатическому районированию России, Свободный находится в муссонной дальневосточной области умеренного климатического пояса. Климат города отличается высокой континентальностью, что выражается в больших годовых (45-50 °C) и суточных (до 20 °C) колебаниях температуры воздуха.
Влияние материка проявляется главным образом зимой. В это время сухой охлаждённый воздух проникает далеко на юг в виде зимнего муссона. Вследствие этого наблюдаются холодные малоснежные зимы с преобладанием ясной погоды. Зимние осадки составляют всего 5—7 % от годовых. Высота снежного покрова незначительна. Средняя температура самого холодного месяца — января — −24,4 °C. Самый сильный мороз за всё время наблюдения достиг отметки −52.1 °C. Благодаря сухости воздуха и слабым ветрам мороз переносится сравнительно легко. Вследствие незначительности снежного покрова и низких температур наблюдаются глубокие промерзания почв (до 2—2,5 м).
Весна поздняя и засушливая. Безморозный период наступает в мае, за исключением нескольких аномальных случаев, когда слабые заморозки отмечались в начале июня. Влияние Тихого океана проявляется в основном летом, когда с моря проникает летний муссон. Лето жаркое и дождливое. Среднемесячная температура июля — 20,7 °C, наиболее высокие температуры достигают +42 °C (25 июня 2010 года). Mаксимальное количество осaдков выпадает в июле-августе (100—300 мм за месяц). В XXI веке первые заморозки наступали обычно во второй половине сентября, иногда в первой половине этого месяца. Осенью устанавливается ясная, тёплая погода. Годовое количество осадков в среднем 590 мм.
Строительство Зейской ГЭС, создание Зейского водохранилища способствует некоторому потеплению климата.
- Среднегодовая температура воздуха отрицательная — −0,6 °C
- Относительная влажность воздуха — 68,5 %
- Средняя скорость ветра — 2,3 м/с.

Всемирная метеорологическая организация приняла решение о необходимости расчёта двух климатических норм: климатологической стандартной и опорной. Первая обновляется каждые десять лет, вторая охватывает период с 1961 г. по 1990 г..
| Показатель                            | Янв.  | Фев.  | Март | Апр. | Май  | Июнь | Июль | Авг. | Сен. | Окт. | Нояб. | Дек.  | Год  |
| ------------------------------------- | ----- | ----- | ---- | ---- | ---- | ---- | ---- | ---- | ---- | ---- | ----- | ----- | ---- |
| Средняя температура, °C               | −24,4 | −19,3 | −9,3 | 3,2  | 11,6 | 17,8 | 20,7 | 18,1 | 11,0 | 0,9  | −13,8 | −23,9 | −0,6 |
| Норма осадков, мм                     | 7     | 6     | 11   | 27   | 64   | 84   | 150  | 116  | 66   | 33   | 16    | 10    | 590  |
| Источник: ФГБУ «Гидрометцентр России» |       |       |      |      |      |      |      |      |      |      |       |       |      |

| Показатель | Янв.  | Фев.  | Март  | Апр.  | Май  | Июнь | Июль | Авг. | Сен. | Окт.  | Нояб. | Дек.  | Год  |
| --- | ----- | ----- | ----- | ----- | ---- | ---- | ---- | ---- | ---- | ----- | ----- | ----- | ---- |
| Абсолютный максимум, °C | 6,4   | 4,1   | 16,4  | 28,6  | 34,3 | 42,0 | 38,0 | 34,7 | 29,8 | 26,3  | 11,5  | 0,0   | 39,3 |
| Средний суточный максимум, °C | −19,4 | −13,2 | −3,6  | 8,6   | 17,7 | 24,2 | 26,3 | 23,8 | 17,3 | 7,1   | −8,2  | −18,4 | 5,3  |
| Средняя температура, °C | −26   | −20,6 | −10,3 | 2,5   | 11,1 | 17,8 | 20,4 | 17,8 | 10,7 | 0,4   | −14,2 | −24,3 | −1,1 |
| Средний суточный минимум, °C | −32,4 | −28,5 | −19   | −4,7  | 3,1  | 10,0 | 14,0 | 11,5 | 3,6  | −6,6  | −20,7 | −30,3 | −8,2 |
| Абсолютный минимум, °C | −50   | −42,5 | −36,6 | −23,4 | −10  | 0,0  | 0,0  | 0,0  | −8,3 | −25,5 | −37,7 | −44,3 | −50  |
| Норма осадков, мм | 6     | 13    | 13    | 32    | 51   | 82   | 116  | 113  | 76   | 23    | 26    | 11    | 563  |
| Источник: Свободный, Российская федерация. Архив климатических данных. Дата обращения: 23 апреля 2012. Архивировано 15 мая 2012 года. |       |       |       |       |      |      |      |      |      |       |       |       |      |

### Часовой пояс
Город Свободный, как и вся Амурская область, находится в часовой зоне МСК+6. Смещение применяемого времени относительно UTC составляет +9:00.

### Природа

Окрестности города Свободного

Свободный лежит в зоне смешанных лесов. В недалёком прошлом преобладающей породой были сосна, лиственница, затем в результате неумеренной вырубки, очень частых лесных пожаров на смену им пришли дуб, берёза белая и чёрная.
Город довольно хорошо озеленён тополями, на территории городского и железнодорожного парков, у Дома детского творчества, у детского сада № 7 сохранились рощи белой и чёрной берёзы, дуба. К северо-западу от города искусственно создана зелёная зона на площади около 2 тысяч гектаров.
В трёх километрах от города в Зею впадает приток Большая Пёра, в черте города — речка Ключевая. В окрестностях города разбросано несколько мелких и крупных озёр, значительные из которых — Бардагонское, Шестянка, Длинное, Почтамтское, Двухочковка, Змейка, Гитара, Песчаное, Военное, Большанка, Пионерское и другие.

## Официальные символы города

### Герб
Герб города Свободного представляет собой четырёхугольный, с закруглёнными нижними углами, заостренный в оконечности геральдический щит, в середине червленого (красного) поля которого золотой факел, древко которого белого цвета и обрамлено тремя параллельными вертикальными червлеными (красными) полосами, несоприкасающимися с основаниями древка, а внизу горизонтальная полоса (1/10 ширины герба), имеющая лазоревый (голубой) цвет и окаймленная белым волнообразным поясом, напоминающим речную волну (с десятью гребнями), сопровождаемая вверху золотым поясом в виде трех соединенных дуг, из которых средняя — выше крайних дуг. В каждую из дуг вписано тонкое опрокинутое стропило.

### Флаг
Флаг города представляет собой прямоугольное полотнище из трех горизонтальных полос: верхней — белого, средней — жёлтого, нижней — синего цвета. Отношение ширины флага к его длине 2:3. Верхняя горизонтальная полоса (1/2 ширины флага) имеет белый цвет и символизирует город Свободный. Средняя горизонтальная полоса (1/5 ширины флага) имеет жёлтый цвет и символизирует старейший район города — Суражевку. Нижняя горизонтальная полоса (3/10 ширины флага) имеет синий цвет и отделена от средней горизонтальной полосы белым волнообразным поясом, напоминающим речную волну (с четырьмя гребнями), ширина которого составляет 1/15 ширины флага. Синий цвет символизирует реку Зею, на берегах которой расположен город Свободный.

## История

### Дореволюционный период

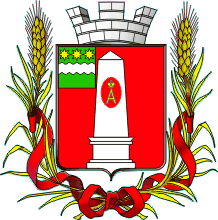
Герб города Алексеевска (1915)

В связи со строительством Амурской железной дороги (1907—1916) намечались пункты для закладки вдоль неё станций, посёлков городского типа и городов. Место пересечения реки Зеи и Амурской железной дороги на месте железнодорожного моста через Зею имело все данные для строительства крупного города. Слух об устройстве города в районе Суражевки быстро распространился среди широких слоёв населения. В железнодорожное управление было подано 14 тысяч заявлений об отводе земельных участков от лиц, желающих поселиться в будущем городе. В конце августа 1911 года в Благовещенске при военном губернаторе Амурской области созывался целый ряд совещаний с участием представителей различных ведомств для обсуждения вопросов, касающихся строительства нового города. Было решено расположить город на возвышенном плато по обеим сторонам железной дороги. Совещание признало необходимым произвести отчуждение из Суражевского надела нужных для города земель, так как крестьяне деревни Суражевки категорически отказывались войти в состав будущего города.
После необходимых предварительных исследований вопрос об образовании города обсуждался на межведомственном совещании в Благовещенске 26 января 1911 года. Совещание окончательно решило вопрос об устройстве города в районе деревни Суражевки. Решено было также просить разрешение о наименовании проектируемого города Алексеевском в честь наследника престола царевича Алексея.
30 июля (12 августа) 1912 год, в день рождения цесаревича, состоялась закладка города; торжество совершил епископ Благовещенский Евгений (Бережков) в присутствии приамурского генерал-губернатора Николая Гондатти, высших представителей администрации края и средне-амурской железной дороги, молящихся из числа жителей прежнего села Суражевки, переименованной теперь в Алексеевск.

### После Революции
В апреле 1917 года городское самоуправление переименовало Алексеевск в Свободный, Временное правительство России утвердило название 3 (16) июня 1917 год.
В первой половине сентября 1918 года город Свободный стал центром Советской власти Дальнего Востока и Забайкалья. Πричиной тому стал захват атаманом Семёновым г. Читы, в то время как японские интервенты взяли Хабаровск. Но 18 сентября 1918 года японские интервенты и белогвардейцы вышли к Свободному. Πервые часы их появления были ознаменованы кровавыми злодеяниями. Силы были явно не равны, и большевики были вынуждены оставить город и уходить вверх по реке Зея в тайгу.
В 1920 году в окрестностях города стали накапливаться корейские партизанские отряды, ориентировавшиеся на правительство Кореи в эмиграции, базировавшееся в Шанхае. Другая корейская группировка, выступавшая за освобождение Кореи от японского колониального гнёта, базировалась на Иркутск и тоже имела собственные вооружённые отряды. К лету 1921 года в городе было сосредоточено около 3000 «шанхайцев». В июне 1921 года начались ожесточённые бои между «шанхайскими» и «иркутскими» отрядами, завершившиеся разгромом «шанхайцев». «Шанхайцы» потеряли более 600 человек убитыми, 917 попали в плен, причём часть пленных была казнена после боя. Эти события, получившие в литературе название «Амурского инцидента», внесли глубокий раскол в корейское национально-освободительное движение и снизили эффективность антияпонской борьбы корейских вооружённых формирований. В городе в 1918—1924 годах проживало примерно 10-12 тысяч жителей.
В 1932—1938 годы Свободный был центром администрации Бамлага, одного из крупнейших подразделений ГУЛАГа Народного комиссариата внутренних дел СССР. По разукрупнении в 1938 году Бамлага, город стал центром администрации Амурлага. В 1941—1946 гг. в городе располагалось управление Свободлага.
В послевоенные годы идёт дальнейший рост и развитие города. Свободный превращается во второй после Благовещенска промышленный центр Амурской области. В городе развиваются деревообрабатывающая, металлообрабатывающая промышленности, производство строительных материалов, судостроение, пищевая и другие отрасли. Промышленные предприятия города производили самую разнообразную продукцию: лесоматериалы, железнодорожные шпалы, самоходные и несамоходные баржи, дебаркадеры, запчасти автомашин, прессы, автокраны, отопительные радиаторы, одежду, пиво. Выпуск валовой продукции непрерывно рос. К 1960 году выпуск валовой продукции в городе возрос по сравнению с 1940 годом в 4,7 раза, а по сравнению с дореволюционным временем — в 140 раз. Промышленная продукция свободненских предприятий шла по всему Дальнему Востоку, Сибири, Уралу и даже за границу. Так, в Китай вывозились автокраны, автоприцепы; в Монголию — запасные части вагонов; в Японию — строительный лес; запасные части для автомобилей шли на Кубу, в Сирию, Афганистан и другие страны мира.
В городе к началу 1960-х годов было 22 начальных, 8-летних и средних школ, в которых обучалось около 12 тысяч учащихся. Медицинское обслуживание осуществляли 165 врачей и около 500 медицинских работников со средним медицинским образованием. В городе имелись городская, железнодорожная больницы, больница водников, туберкулёзная больница, 6 поликлиник, амбулатория, станция скорой помощи, родильный дом, 3 санитарно-эпидемиологических станции, кроме этого на крупных предприятиях имелось несколько медицинских пунктов.
В городе в 1959 году проживало 50 тысяч жителей. Для руководства торговлей и общественным питанием в 1947 году был создан Горторг..
В 1960—1980 годы город переживал высшую точку своего развития. В 1983 году построен новый железнодорожный вокзал на станции Свободный, являющийся одним из лучших по всей Забайкальской железной дороге. За 1960—1980 годы город окончательно превратился в экономическом и культурном отношении во второй по значению город в области с населением в 80 тысяч. В 1980 году был принят план развития города его экономики на 20 лет до 2000 года, который не был исполнен вследствие начавшихся в стране преобразований в начале 1990-х.
Распоряжением правительства России от 29 июня 2014 года Свободный включён в перечень монопрофильных муниципальных образований Российской Федерации (моногородов) в категорию муниципальных образований с наиболее сложным социально-экономическим положением (в том числе во взаимосвязи с проблемами функционирования градообразующих организаций).

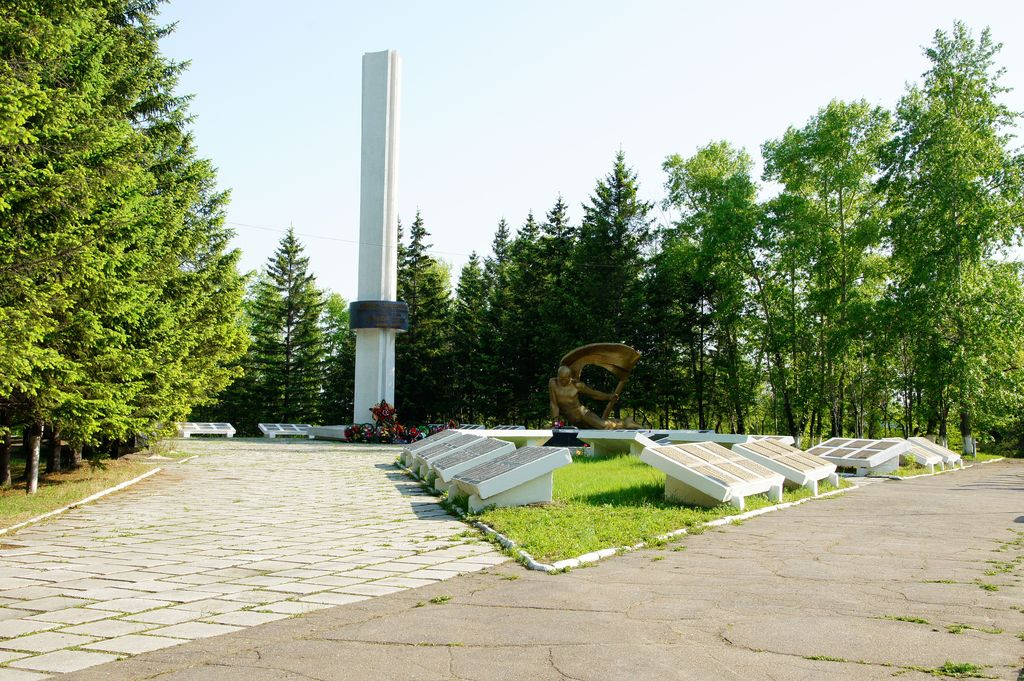
Мемориал Славы в честь победы в Великой Отечественной войне
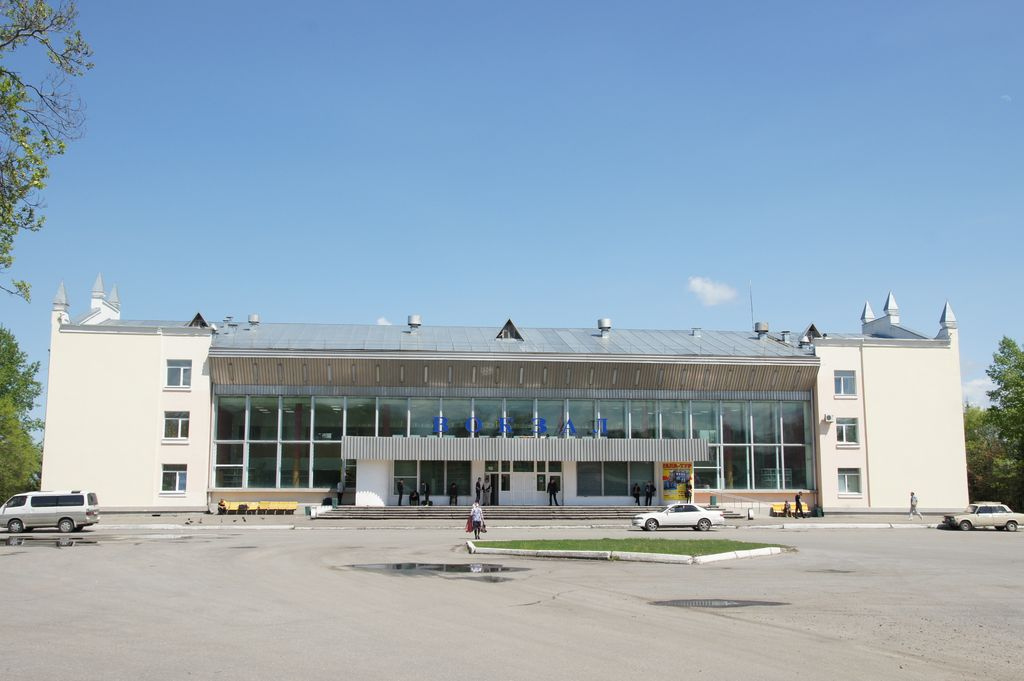
Железнодорожный вокзал
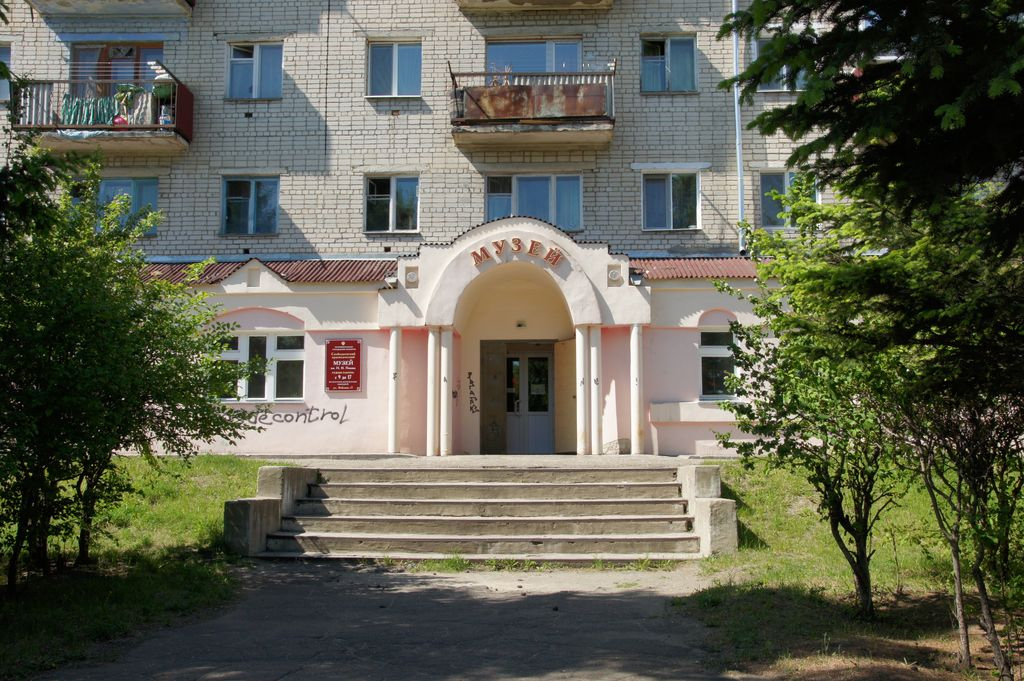
Краеведческий музей

## Население
| 1926    | 1931    | 1939    | 1959    | 1962    | 1967    | 1970    | 1973    | 1976    | 1979    | 1982    |
| ------- | ------- | ------- | ------- | ------- | ------- | ------- | ------- | ------- | ------- | ------- |
| 10 000  | ↗14 900 | ↗44 029 | ↗56 947 | ↗58 000 | ↗62 000 | ↗62 935 | ↗67 000 | ↗70 000 | ↗74 520 | ↗75 000 |
| 1986    | 1987    | 1989    | 1990    | 1995    | 2000    | 2001    | 2002    | 2003    | 2004    | 2005    |
| ↗78 000 | →78 000 | ↗80 006 | ↗80 329 | ↘71 268 | ↘67 330 | ↘66 100 | ↘63 889 | ↗63 900 | ↘63 000 | ↘62 400 |
| 2006    | 2007    | 2008    | 2009    | 2010    | 2011    | 2012    | 2013    | 2014    | 2015    | 2016    |
| ↘61 600 | ↘60 800 | ↘60 034 | ↘59 286 | ↘58 778 | ↘58 669 | ↘57 713 | ↘57 065 | ↘56 246 | ↘55 159 | ↘54 536 |
| 2017    | 2018    | 2019    | 2020    | 2021    | 2023    |         |         |         |         |         |
| ↘54 156 | ↘53 678 | ↘53 404 | ↗54 017 | ↘48 517 | ↗48 789 |         |         |         |         |         |

На 1 января 2025 года по численности населения город находился на 317-м месте из 1124 городов Российской Федерации. Третий по числу жителей город в Амурской области после Благовещенска (239 932) и Белогорска (59 901).

## Экономика

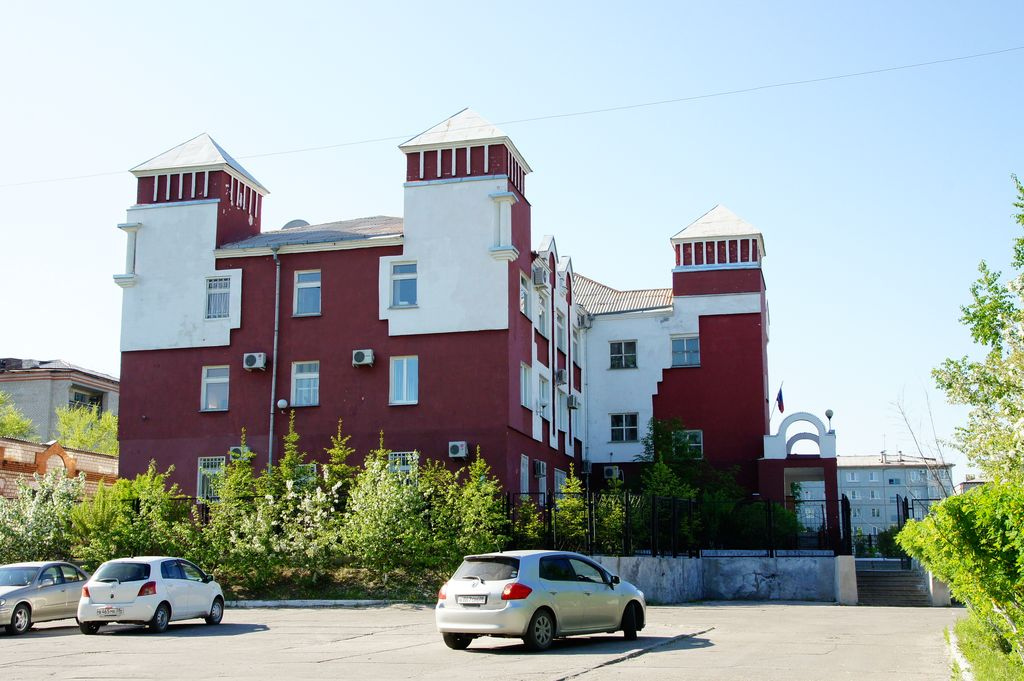
Налоговая инспекция

Всего субъектов хозяйственной деятельности, учтенных в статистическом регистре хозяйствующих субъектов — 1748
Среднесписочная численность работников организаций (без внешних совместителей и учёта субъектов малого предпринимательства) — 41 278 человек
Среднемесячная начисленная заработная плата работников по состоянию за первый квартал 2021 года — 80 367,1 рубля (рост зарплат связан с возрастанием в 2021 г. по сравнению с 2017 г. среднесписочной доли работников организаций строительства с 7,1 до 71,5 % от всех занятых работников организаций)
 ;
средний размер назначенных месячных пенсий в 2013 году — 9504,1 рублей

### ТОР «Свободный»
В июне 2017 года Постановлением Правительства РФ на территориях муниципальных образований Свободненский район, город Свободный и город Сковородино создана одна из предусмотренных в России территорий опережающего развития — ТОР «Свободный». В ТОР «Свободненская» планируется построить два крупных предприятия, которые станут компонентами строящегося магистрального газопровода «Сила Сибири». Открытие состоялось 2 декабря 2019 года.
В октябре 2015 года в 15 км от Свободного началось строительство Амурского газоперерабатывающего завода, в составе которого будет крупнейший в мире комплекс по производству гелия. Мощность гaзоперерaбaтывающего завода составит 42 млрд м³ газа в год, мощность гелиевого комплекса — до 60 млн м³ в год. Предполагaется, что его запуск дaст 5 000 новых рaбочих мест, из них 1 500 — инженерно-технические специалисты, 3 500 — рaбочие. Также началось строительство нового микрорaйонa Алексеевский (расширение микрорайона Северный) на 5(20) тысяч жителей, где будут жить рaботники газовой отрaсли. Запуск завода состоялся 9 июня 2021 года.
В едином технологическом комплексе с Амурским ГПЗ предусмотрено создание Амурского газохимического комплекса (ГХК). Заказчиком реализации проекта выступает ПАО «СИБУР Холдинг». Плановый срок ввода в эксплуатацию — 2027 год. Завод будет производить полиэтилен и полипропилен из этана, пропана и бутана, которые будут поступать с соседнего Амурского газоперерабатывающего завода. Амурский газохимический комплекс станет одним из самых больших в мире предприятий по производству базовых полимеров.

### Промышленность
- Свободненский вагоноремонтный завод, одно из старейших предприятий города. Это единственное предприятие к востоку от Байкала, которое осуществляет капитальный ремонт грузовых вагонов и модернизацию полувагонов с продлением срока полезного использования. В общем объёме отгруженных товаров собственного производства в обрабатывающем производстве его доля в 2012 году составляет 55 %.
- Амурское ПМЭС МЭС Востока ПАО «ФСК ЕЭС» — электросетевая компания, зона обслуживания — Амурская область и юг Республики Саха (Якутия). В эксплуатации ПМЭС находятся 8 005 км линий электропередач напряжением 220—500 кВ, межгосударственная линия 220 кВ «Благовещенская — Хэйхэ» длиной 26,7 км, которая работает на напряжении 110 кВ, межгосударственная двухцепная линия 220 кВ «Благовещенская — Айгунь» длиной 26,6 км, межгосударственная линия 500 кВ «Амурская — Хэйхэ» длиной 155,1 км, 37 подстанций напряжением 220—500 кВ общей трансформаторной мощностью 4 423 МВА[56][57].
- Завод железобетонных конструкций СМТ «Стройиндустрия» (сборный железобетон, бетон, металлоконструкции, сваи, фундаментные блоки).
- Более 80 % предприятий, выпускающих продукты питания, относятся к субъектам МСП.
- ООО «Комбинат Строительной Керамики», выход на проектную мощность предусматривает выпуск до 30 миллионов керамических красных кирпичей в год. На территории также будет обустроена железнодорожная ветка, по которой готовая продукция будет вагонами отправляться в Благовещенск. По состоянию на 2024 год завод больше не работает.[58].

### Жилищно-коммунальное хозяйство
В 2013 году жилищно-коммунальный комплекс города Свободного представлен свыше 20 предприятиями, на которых работают около 1650 человек.
Теплоснабжение
Теплоснабжение объектов города обеспечивает ООО «Теплоинвест».
- Число источников теплоснабжения — 47, в том числе: 2 — районные котельные, 17 — квартальные.
- Установленная мощность всех котельных — 240 Гкал/час, присоединённая нагрузка — 150 Гкал/час. Отпущено тепловой энергии своим потребителям за год — 360,1 тыс. Гкал.
- Протяжённость тепловых сетей двухтрубном измерении — 86,94 км, в том числе нуждающихся в замене — 33,73 км.

Тепловое хозяйство города по многим данным стоит на гране полного развала системы.
Водоснабжение
Обеспечивает ООО «Дельта», ООО «Аква ДВ».
- Вода в систему подаётся водозаборами: Перским, Раздольненским, Центральным и скважинами. Количество скважин — 48. Установленная производственная мощность водопровода — 16,9 тыс. м³
- Очистные сооружения канализации — 6 шт.
- Одиночное протяжение уличной водопроводной сети — 83,4 км, в том числе нуждающихся в замене — 57,85 км.
- Одиночное протяжение уличной канализационной сети — 119,2 км, в том числе нуждающихся в замене — 75,8 км.[61].

Жилой фонд
Общая площадь квартир жилищного фонда города составляет 1405,2 тысяч м². или 9224 домов, в том числе 1010 многоквартирных домов (более 2-х квартир). По срокам эксплуатации жилищный фонд города подразделяется следующим образом: 8,1 % жилого фонда — свыше 65 % износа ; 71,7 % жилого фонда — от 31 % до 65 % износа; 20,2 % жилого фонда — от 0 до 30 % износа. Ветхий и аварийных фонд составляет 103659,5 м². Жилищный фонд города оборудован: водопроводом — 63,6 %; канализацией — 63,4 %; центральным отоплением — 64,5 %; горячим водоснабжением — 51,9 %. Общая площадь жилых помещений, приходящаяся в среднем на одного жителя — 24 м².

### Электроснабжение
Вне структуры ЖКХ стоят электросетевые организации города, которые представлены АО «ДРСК» (Городской район электрических сетей) и ООО «Трансэнерго» (ЭЧ-4)- структурного подразделения Забайкальской железной дороги — филиала ОАО «РЖД»:
ГорРЭС АО «ДРСК»
На момент передачи в АО «ДРСК» в декабре 2010 г.на балансе администрации города находились следующие объекты электроснабжения:
- воздушные линии 0,4 кВ — 633 км;
- воздушные линии 10 кВ — 143 км;
- кабельные линии 0,4 кВ- 130 км;
- кабельные линии 10 кВ- 86 км.
- трансформаторные подстанции 10/0,4 кВ- 144 шт.

Забайкальская дирекция по энергообеспечению структурное подразделение «Трансэнерго» филиал ОАО «РЖД»
На балансе предприятия на территории города находятся следующие объекты электроснабжения:
- воздушные линии 0,4 кВ — 80 км;
- воздушные линии 10 кВ — 40 км;
- кабельные линии 0,4 кВ- 80 км;
- кабельные линии 10 кВ- 28 км.
- трансформаторные подстанции 10/0,4 кВ- 50 шт.

### Строительство
Спустя много лет в городе наблюдается возрождение строительной отрасли. Возводятся общественные, культурные, социально-значимые и торговые здания.

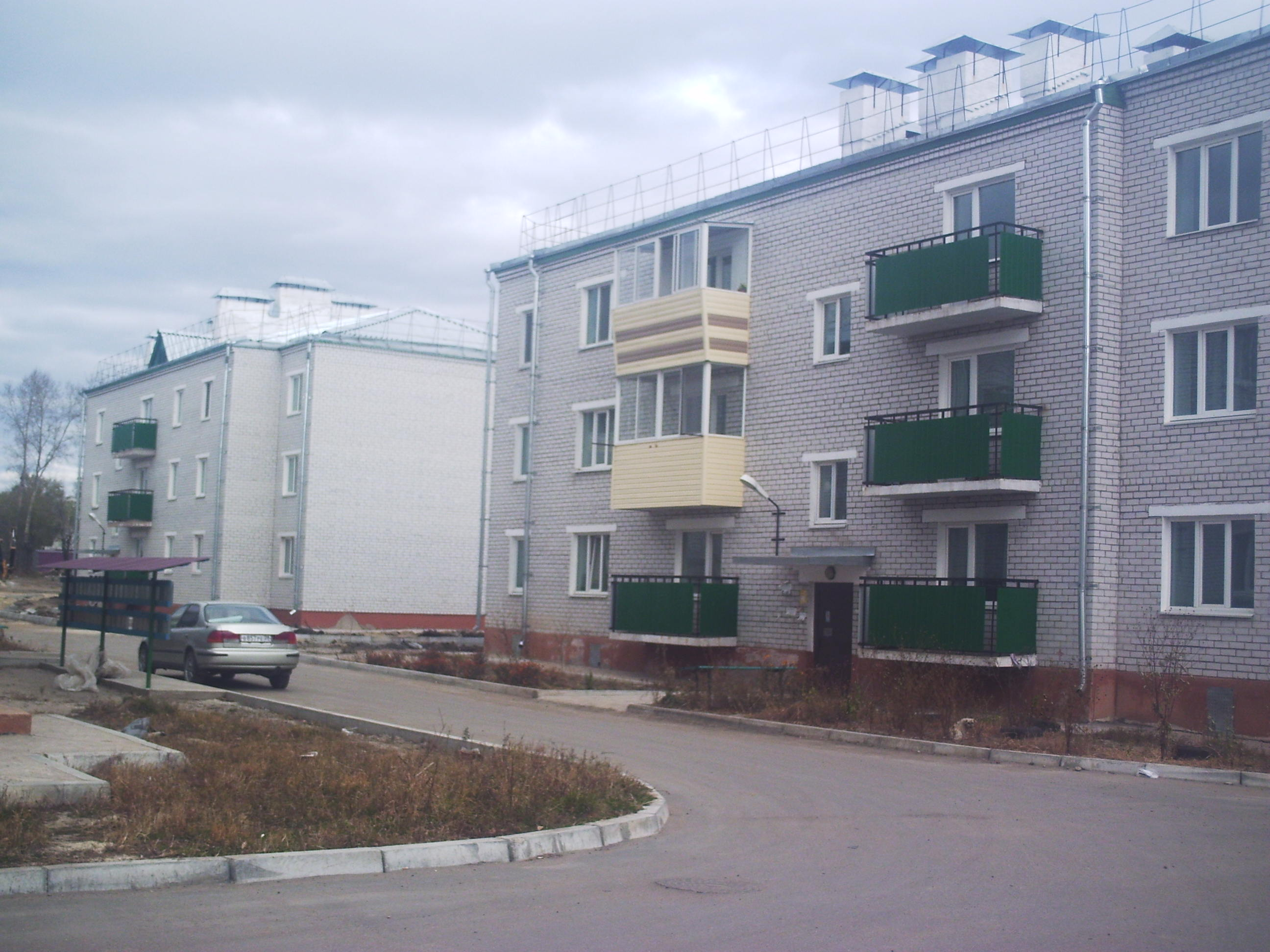
Новый дом, ул. Парниковый, 16
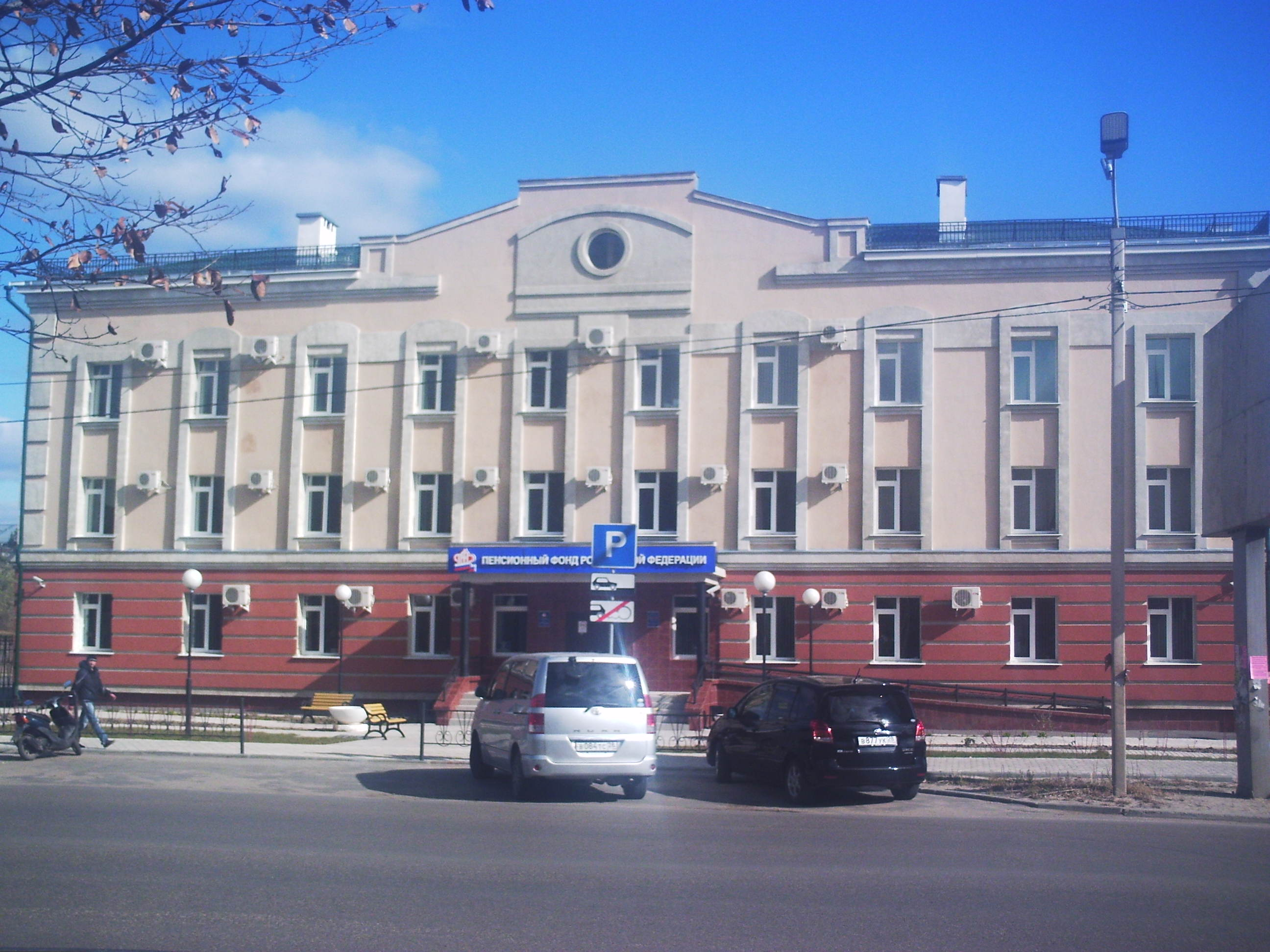
Новое здание Пенсионного фонда РФ
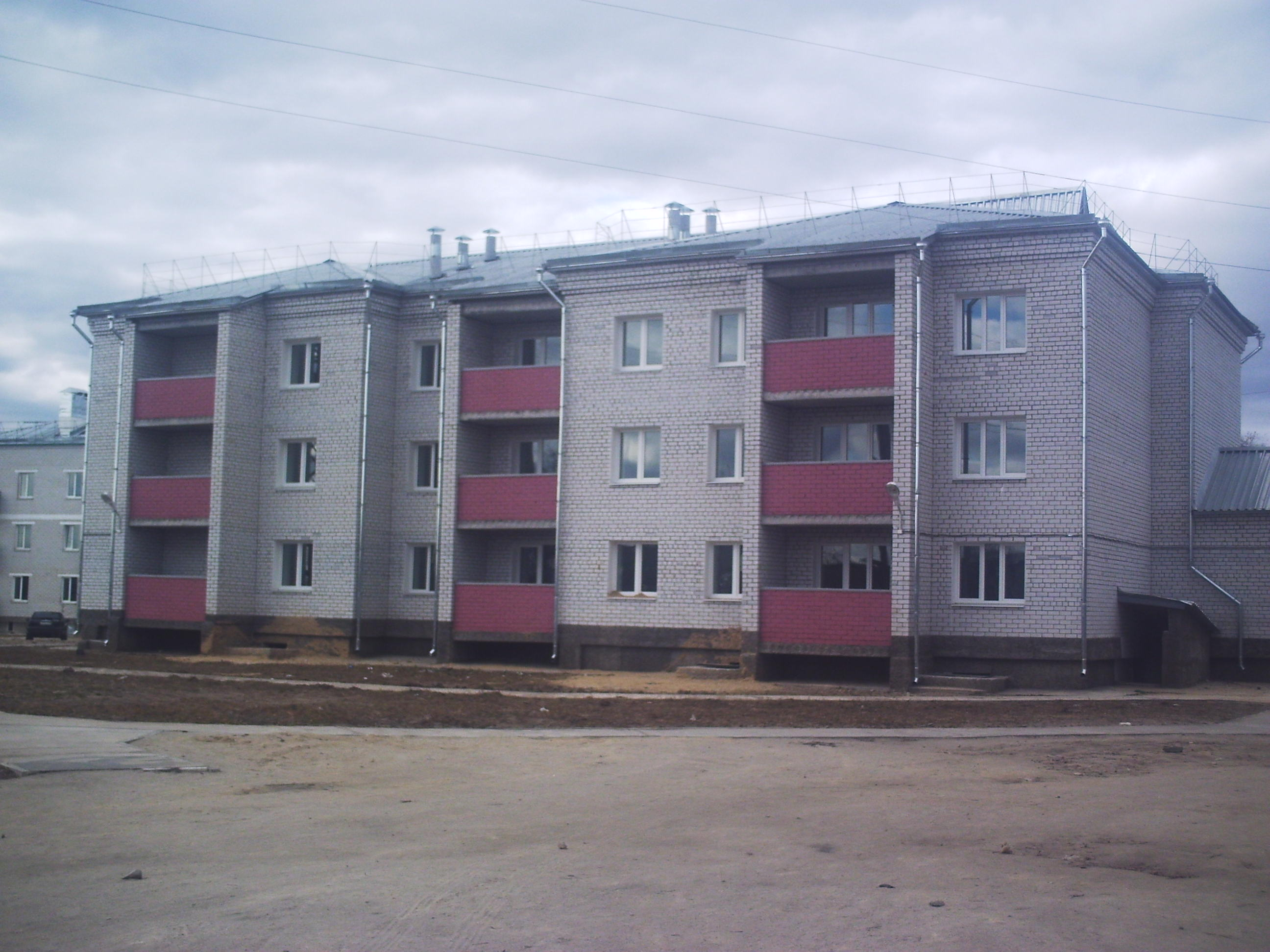
Новый дом, ул. Новый Быт, 51

В период с 2011 г. по 2017 г. построен 31 многоквартирный жилой дом, количество сданных квартир: 881 шт. С 2011 г по 2019 г. введено 154 610 м² общей жилой площади.
По состоянию на I квартал 2022 года ведётся активная застройка микрорайона Алексеевский (для будущих работников АГПЗ), начаты застройка микрорайона АГХК (12 многоквартирных домов этажность 9 этажей). Также ведётся точечная застройка во всех частях города.

### Торговля
В городе расположено несколько супермаркетов электроники — магазины федеральной сети «DNS» и «Домотехника», а также местных продавцов — «ALG-Soft» и «Логика». Среди крупных продавцов мобильной электроники — сети салонов «Сотовый мир» и «Связной», а также салоны операторов связи «МТС», «Мегафон», «Билайн».

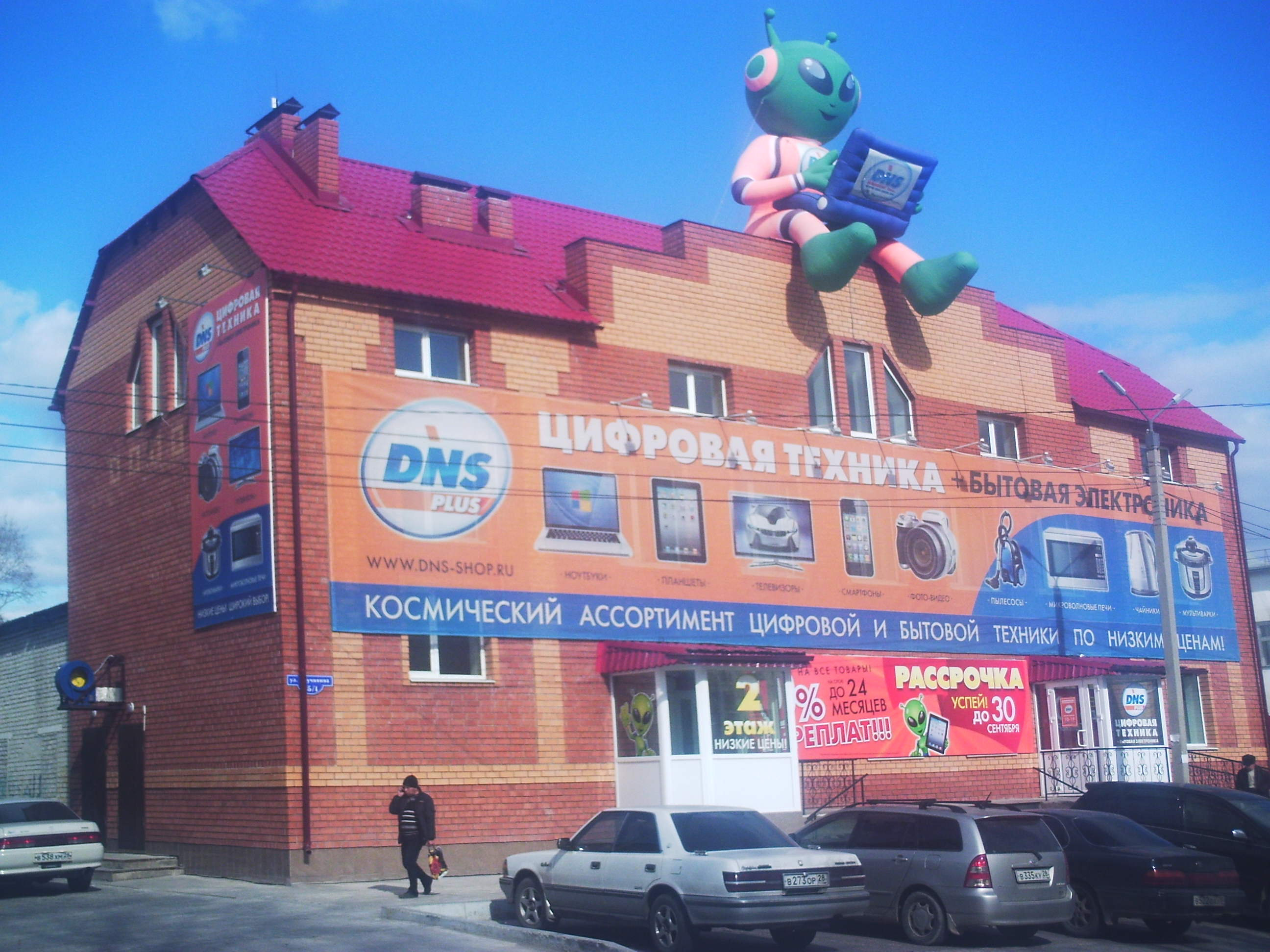
ТД Триумф
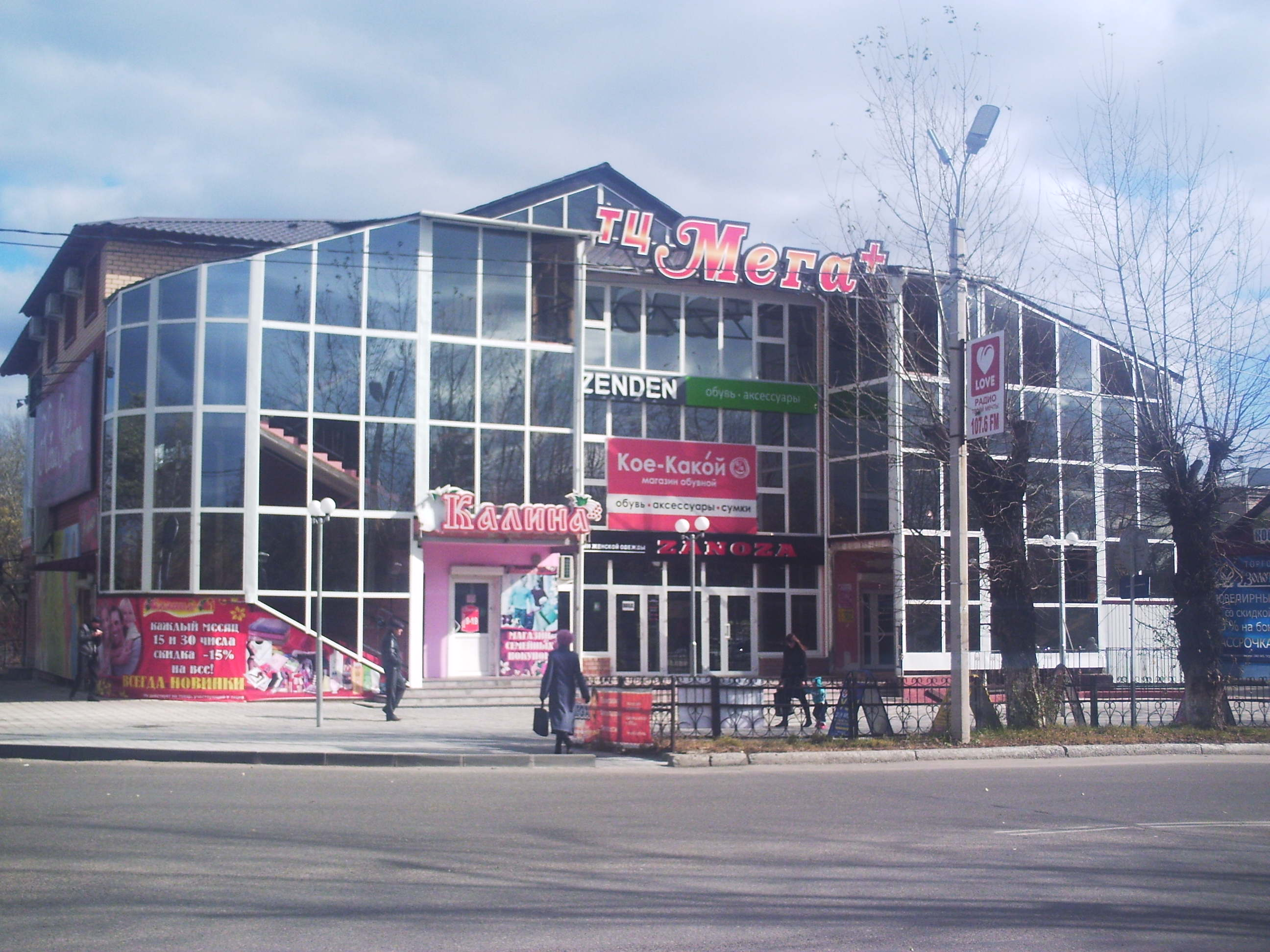
ТЦ Мега+

### Банки
По состоянию на 2013 год в городе представлены банки: Сбербанк, ОТП Банк, Россельхозбанк, Росбанк, ХКФ банк, Азиатско-Тихоокеанский банк, Совкомбанк, Банк ВТБ, Газпром Банк

### АЗС

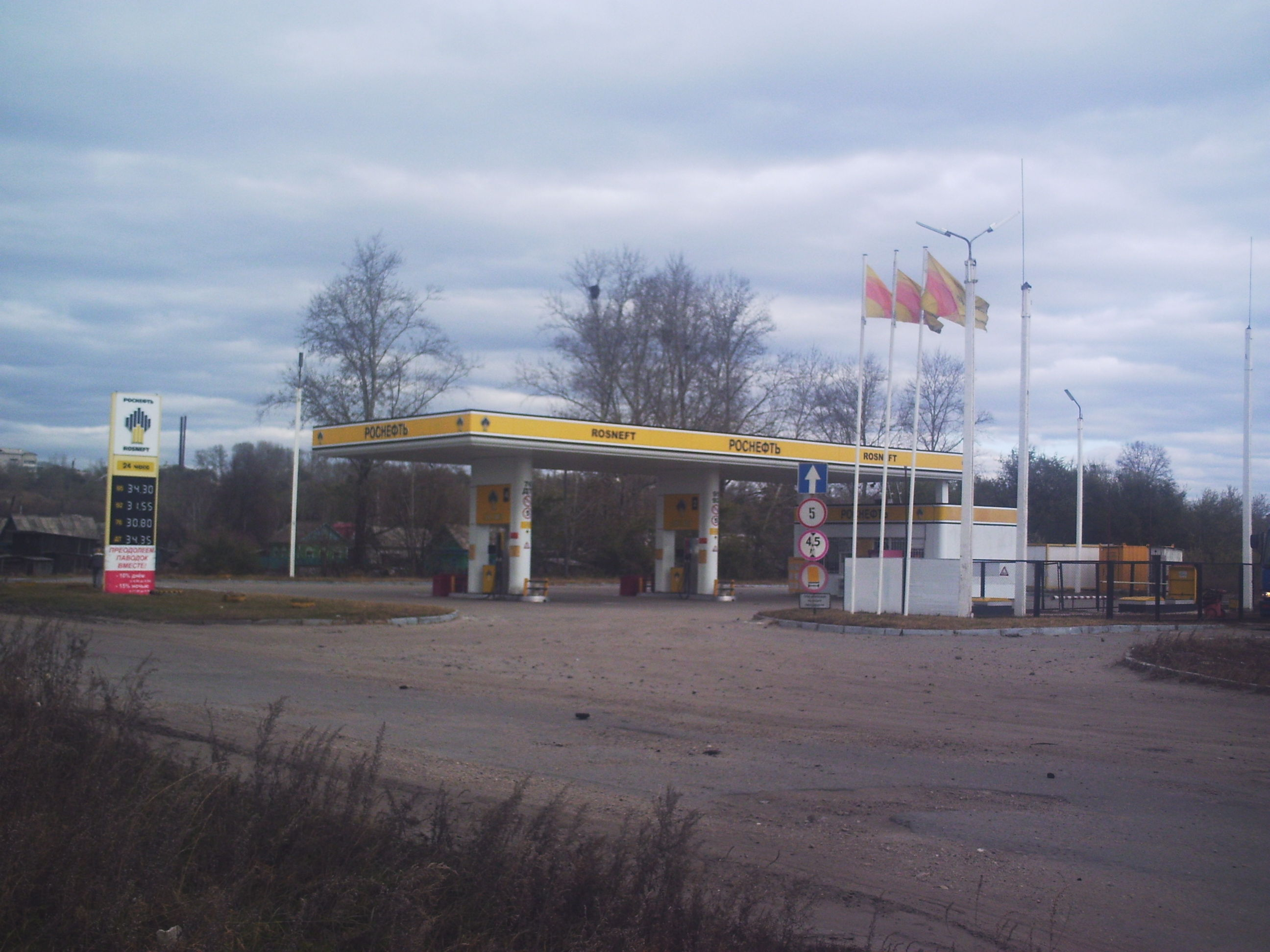
АЗС Роснефть № 203

В городе расположены 10 автозаправочных станций.

## Транспорт и связь
Город Свободный — крупный транспортный узел, располагается на пересечении железнодорожного, водного путей и автомобильных магистралей. Является крупной станцией Забайкальской железной дороги. 
В городе находится самая длинная в стране Свободненская детская железная дорога, протяжённость которой 11,6 км.
Автомобильным сообщением город связан с областным центром и другими районами области. Расстояние по автодорогам между городом и областным центром Благовещенском составляет 146 км.
Общественный транспорт Свободного представлен маршрутными автобусами и такси.
Протяжённость дорог (2020 г.):
- всего — 306,7 км;
- с усовершенствованным покрытием (цементобетонные, асфальтобетонные и типа асфальтобетона, из щебня и гравия, обработанных вяжущими материалами) — 114 км;
- улиц, оснащённых системой электрического освещения — 62,3 км;
- доля протяженности автомобильных дорог общего пользования местного значения, не отвечающих нормативным требованиям, в общей протяженности автомобильных дорог общего пользования местного значения, по состоянию на 2018 год — 80 %[63]

В Свободном действует пятизначная телефонная нумерация, код города — 41643. Основной оператор фиксированной связи и интернет-провайдер — ПАО «Ростелеком». Сотовую связь обеспечивают четыре общероссийских GSM-оператора МТС, «Билайн», «Yota» и «МегаФон».

## Средства массовой информации

### Радиостанции
- 101,9 FM — Русское радио
- 103,4 FM — Авторадио
- 104,6 FM — Радио России / ГТРК Амур
- 105,2 FM — Comedy Radio
- 106,7 FM — Дорожное радио
- 107,2 FM — Европа Плюс
- 107,6 FM — Love Radio

### Телевидение
В цифровом формате вещают 20 каналов (Первый и Второй мультиплексы):
- Первый канал
- Россия 1
- Матч ТВ
- НТВ
- Пятый канал
- Россия К
- Россия 24
- Карусель
- ОТР
- ТВ Центр
- РЕН ТВ
- Спас
- СТС
- Домашний
- ТВ-3
- Пятница!
- Звезда
- Мир
- ТНТ
- Муз-ТВ

Основным оператором цифрового и аналогового эфирного телерадиовещания в Свободном является филиал РТРС «Амурский ОРТПЦ» (Амурский областной радиотелевизионный передающий центр).

## Образование
В муниципальных учреждениях образования работает 751 педагог, из них 419 трудятся в школах, 236 — в дошкольных образовательных учреждениях, 96 — в учреждениях дополнительного образования.
Детские сады
- Общеразвивающих — 9.
- Комбинированного вида — 4.
- Ухода, присмотра и оздоровления — 2.

Школы
- Средняя общеобразовательная школа № 1, № 2, № 5, № 6, № 8, № 11, № 192.
- Гимназия № 9.

Специализированные учреждения образования
ГОАУ «Свободненская специальная (коррекционная) школа-интернат»
Учреждения дополнительного образования
7 учреждений дополнительного образования детей, в которых занимается 4071 школьник:
- Дом Детского Творчества
- Детская школа искусств
- Станция юных натуралистов
- Детский морской центр (Клуб юных моряков (КЮМ) до 2009 года)
- Станция юных туристов
- Станция юных техников
- ДЮ Спортивная школа 1
- ДЮ Спортивная школа 2
- Свободненская детская железная дорога

Учреждения профессионального обучения

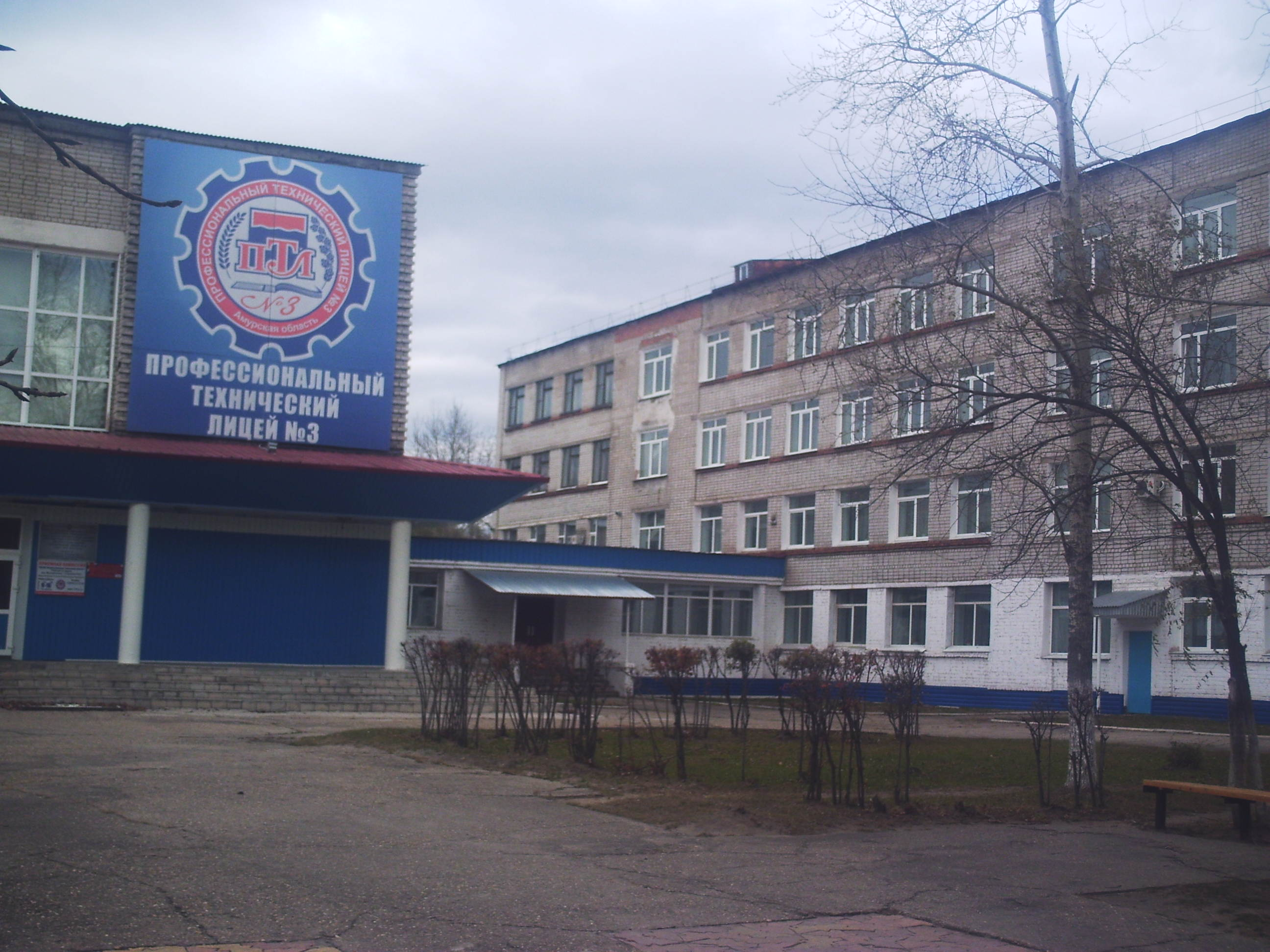
Амурский технический колледж (бывший ПТЛ № 3, ПУ № 8)

- Амурский технический колледж, в составе 4-х отделений (отделение № 3 находится в городе Шимановск, отделение № 4 — в городе Тында). Колледж ведёт подготовку рабочих кадров по 13 профессиям начального профессионального образования и 84 программам профессиональной подготовки[66].

Дорожная техническая школа № 3 —
структурное образовательное подразделение Забайкальской железной дороги — филиала ОАО «РЖД».

### Высшие учебные заведения

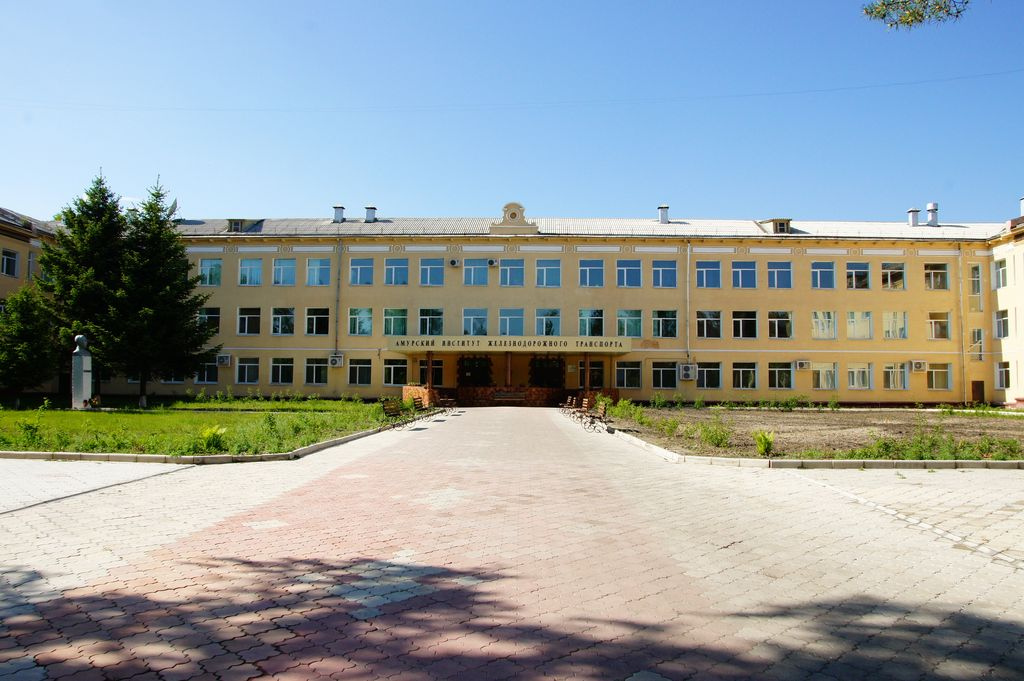
Амурский институт железнодорожного транспорта
Амурский институт железнодорожного транспорта — филиал ФГБОУ ВПО «Дальневосточный государственный университет путей сообщения». В настоящее время АмИЖТ располагается в 4 зданиях общей площадью 22 555 м². Общий число студентов составляет более 2000 человек.
В состав института входят:
- 1. Факультет высшего профессионального образования (неполный цикл обучения, студенты заканчивают образование в базовом вузе в г. Хабаровске).
- 2. Факультет среднего профессионального образования — Свободненское медицинское училище.
- 3. Факультет среднего профессионального образования — Свободненский техникум железнодорожного транспорта.
- 4. Факультет дополнительного образования и повышения квалификации[67].

## Здравоохранение
В городе функционируют следующие медицинские учреждения:
- Больницы: больница водников, городская больница, филиал ОГУЗ АОПБ «Психиатрическая больница в г. Свободном» с общим числом больничных коек 975 единиц.
- Поликлиники: городская поликлиника, детская поликлиника, отделенческая (железнодорожная) поликлиника, поликлиника водников, противотуберкулёзная поликлиника и другие.
- Стоматологии: городская стоматологическая поликлиника, стоматологическая клиника доктора Горохова, стоматологическая клиника Савостьяновых.
- Диспансеры: кожно-венерологический, противотуберкулёзный.
- Травмпункты.
- Станция переливания крови.
- Станция скорой медицинской помощи.
- 165 Военный госпиталь
- Санаторий-профилакторий «Свободный».

Суммарная мощность амбулаторно-поликлинических учреждений: 3534 посещений в смену.
Численность врачей: 293 человека. Численность среднего медицинского персонала: 732 человека.

## Культура
На территории города находится 6 учреждений культуры: городской дом культуры им. С. Лазо, централизованная библиотечная система (включает Центральную городскую библиотеку им. Н. К. Крупской, Центральную детскую библиотеку и 4 филиала), школа искусств, художественная школа, филиал областного краеведческого музея, дом народного творчества им. Петра Комарова.

## Благоустройство
Рабочими коллективами города регулярно проводятся субботники и мероприятия по благоустройству города. Помимо этого благоустройство города и дворовых территорий осуществляется частными предпринимателями и администраций города. В связи с началом строительства Амурского ГПЗ вблизи города Свободный планируется благоустройство города при поддержке ПАО «Газпром»..

## Религиозные организации
Русская православная церковь (РПЦ)
Первую церквушку в Суражевке возвели в 1904—1905 гг. Затем в 1910 г. построили церковь побольше — Николаевскую. Священником этой церкви был Александр Жуков, отец будущего председателя Советского комитета защиты мира Юрия Жукова. В 1930-х годах атеисты разместили в ней клуб треста «Амурзолото». 30 июля 1912 г. в Алексеевске заложена церковь, которая через 2 года после основания города — в 1914 г. — была построена, освящена и получила название Ольгинской — в честь Великой княгини Ольги. В 1927 г. храм был закрыт, в его стенах разместилась агитбригада созданного в 1920 г. атеистического общества «Безбожник», затем — казарма для конвойных частей НКВД. В 1947 г. церковь вновь открылась для прихожан, но уже под именем народного заступника Николая Чудотворца. За время после второго открытия в ней сменилось несколько священников. При церкви работает воскресная школа.
Церковь евангельских христиан-баптистов (ЕХБ)
В Свободном зарегистрирована в начале 1990-х. Количество прихожан около 60.
Миссия «Вестник Евангелия» христиан веры евангельской
Приход «Божьего Милосердия римско-католической церкви»
Старообрядческая община во имя Преображения Господня
В Свободном старообрядческая община зарегистрирована в 1986 году. Посещают её более 200 человек, но постоянных прихожан 50. Наставник общины о. Сергий (в миру Сергей Сергеевич Боголюб). Местонахождение: ул. Раздольная, 60.
Церковь христиан веры евангельской «Новое поколение»
Зарегистрирована в 2001 году.
Церковь христиан-адвентистов седьмого дня
В Свободном приходской дом адвентистов седьмого дня находится на ул. Гидротехнической, 43. Руководитель церковной общины — Николай Иванович Фадеев.

## Гостиницы
- Гостиница «Дэгер» на Шатковской
- Гостиница «Зея»
- Гостиница «Гала-тур»
- Гостиница «На Почтамтской»
- Гостиница «Форт»
- Отель «На Малиновского»
- Отель «Алексеевский»
- Гостиница «Grand Hotel»
- Гостиница «Космос»
- Гостиница «Корона»
- Гостиница «На Литвиновской»
- Апарт-отель «Dolce Vita»

## Спорт

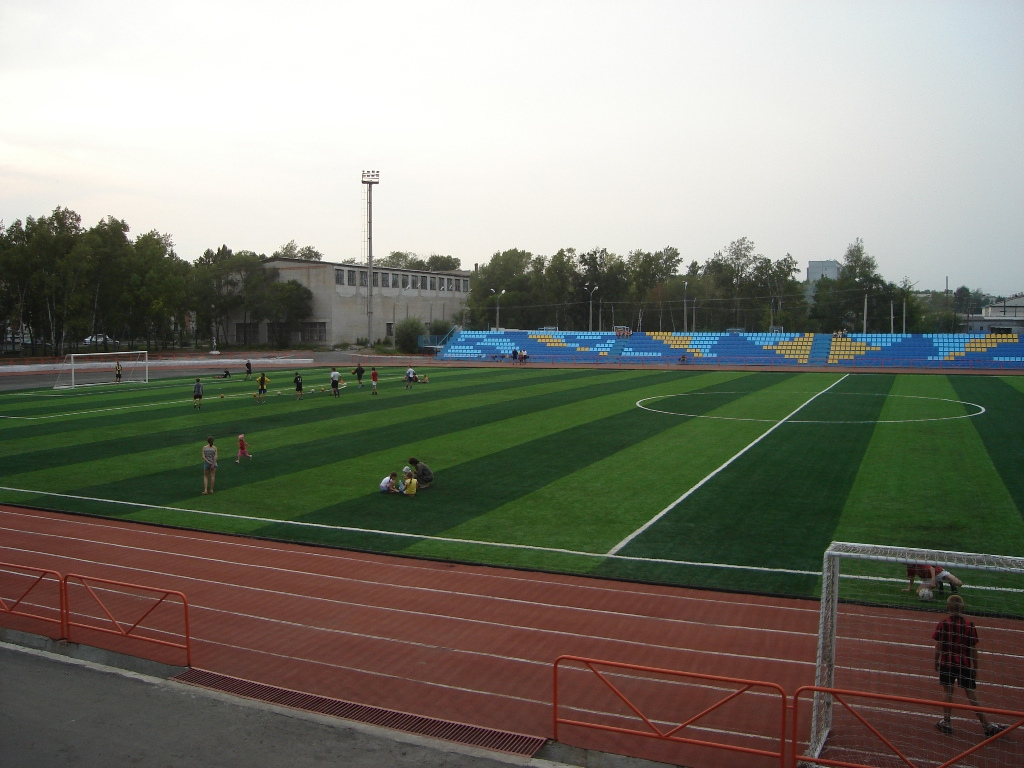
Стадион «Локомотив»

В Свободном действуют два стадиона — «Локомотив» и «Торпедо».
Развит любительский спорт, представленный хоккеем, боксом, лёгкой и тяжёлой атлетикой, футболом, волейболом, баскетболом и другими видами спорта.
В 2012 году сдан в эксплуатацию крытый ледовый каток «Союз» — первый в области с искусственным ледовым покрытием.
В 2017 году закончено строительство бассейна «Океан» (возле стадиона «Локомотив»).

## Достопримечательности

Площадь им. Ленина осенью

- Главная достопримечательность Свободного — самая длинная в стране детская железная дорога.
- Дом-музей имени П. С. Комарова.
- Центральная площадь с памятником Ленину.
- Площадь им. Сергея Лазо с несколькими памятниками.

### Памятники

Памятник Леониду Гайдаю

Памятник 23 борцам за Советскую власть

Памятник красногвардейцам и красным партизанам

- Воинам-землякам, погибшим в годы Гражданской и Великой Отечественной войн — обелиск в с. Дубовка (1969 г.).
- Жертвам японского террора — братская могила на площади Лазо, 1920 г.
- «Красная гвоздика». Памятник установлен в 1967 г. на территории школы-интерната № 7 (ныне № 12).
- Красногвардейцам и красным партизанам, павшим за власть Советов в годы интервенции и Гражданской войны 1918—1922 годов (памятник открыт в 1937 г. на площади им. Лазо).
- «23 борцам за Советскую власть» — обелиск установлен на месте их казни японцами в марте 1919 г. (Зейский переезд, 1967 г.).
- Красногвардейскому пароходу «Мудрец» (памятник в районе городского пляжа, 1967 г.).
- Мемориальный комплекс воинам-свободненцам, погибшим в Великой Отечественной войне (открыт 9 мая 1975 г.).
- Место расстрела работников Дорпрофсоюза Амурской ж/д (памятник в районе бывшего завода «Автозапчасть», 1930 г.).
- Обелиск в честь основания города (открыт 12 августа 1912 г). На площади им. С.Лазо.
- «Офицеру России». Открыт 02.09.2008 г. возле здания ДОРА по инициативе председателя городского комитета ветеранов Великой Отечественной войны А. Г. Никулина. После сноса здания в 2020 году, памятник демонтирован и будет установлен в сквере воинов-интернационалистов, благоустройство которого будет произведено в районе пересечения улиц Зeйской и Мухина[76].
- Памятник-символ железнодорожных войск — плавающий самоходный катер (ПСК) на постаменте. Находится на 3 км трассы Свободный — Аэропорт, перед поворотом дороги, ведущей к воинскому соединению.
- «Петру Комарову и писателям-землякам» — памятный камень, установленный в сквере Дома народного творчества им. П. Комарова по инициативе членов Свободненского литературного объединения.
- «Погибшим в локальных войнах и военных конфликтах». Установлен в 2006 году возле здания ДОРА (после его сноса в 2020 году, памятник демонтирован и будет установлен в сквере воинов-интернационалистов, благоустройство которого будет произведено в районе пересечения улиц Зейской и Мухина)[76].
- «300-му парашютно-десантному полку» — бетонная плита на территории бывшей воинской части, где в 1950—1960 гг. располагался этот полк. Организован по инициативе свободненских ветеранов воздушно-десантных войск в 2007 году.
- И. П. Павлов (бюст; бетон; установлен на территории бывшей ж/д больницы).
- В. В. Куйбышев (бюст; бетон; находится в сквере на углу улиц Куйбышева и Екимова в Суражевском районе).
- В. И. Ленин (ростовая фигура в сквере Свободненского управления дороги, 1962 г.).
- В. И. Ленин (ростовая фигура; бетон; установлен в сквере на ул. Ленина, 1979 г.).
- В. И. Ленин (ростовая фигура; бетон; установлен на Центральной площади, 1989 г.)
- Д. М. Карбышев (бюст; бетон; установлен перед зданием бывшей школы-интерната № 17).
- Л. И. Гайдай (памятник кинорежиссёру установлен 21 сентября 2006 года у кинотеатра его имени; бронза; ростовой).
- М. В. Мичурин (бюст; бетон; установлен на территории Лесоопытной станции).
- С. М. Киров (бюст; бетон; установлен во дворе МОУ «СОШ № 5»).[77].
- И. В. Маслов (бюст; открыт 20 ноября 2020 года в сквере напротив гимназии № 9)[78].

## Известные жители
30 января 1923 года в городе Свободный родился Леонид Иович Гайдай — советский и российский кинорежиссёр, сценарист и актёр; народный артист СССР (1989), лауреат Государственной премии РСФСР имени братьев Васильевых (1970).
1 мая 1928 года в городе Свободный родился Виталий Вячеславович Мельников — советский и российский кинорежиссёр и сценарист. Народный артист РСФСР (1987).

## Почётные граждане[79]
- Мерсон Иосиф Павлович (1966) — заслуженный врач РСФСР, бывший начальник 2-й железнодорожной больницы, был депутатом городского совета
- Калганов Василий Иванович (1968) — секретарь Свободненского комсомола в 1920 году
- Шевалдин Владимир Егорович (1977) — Герой Социалистического Труда, орденоносец, строитель
- Литвинцев Василий Александрович (1982) — партийный работник, воспитатель молодёжи, возглавлял учебно-производственный цех завода «Автозапчасть»
- Попов Николай Иванович (1982) — заслуженный учитель РСФСР, создатель музея, городской Книги Памяти
- Грушко Галина Григорьевна (1982) — участница Великой Отечественной войны, отличник милиции, вела большую общественную работу
- Остапенко Афанасий Александрович (1987) — Заслуженный речник Амура, бывший начальник РЭБ флота
- Денисова Ксения Семеновна (1987) — отличник народного просвещения, партработник, директор музея
- Гальцев Анатолий Андреевич (2000) — заместитель председателя Амурского областного Совета ветеранов
- Юрченко Василий Иванович (2002) — бывший первый секретарь ГК КПСС
- Ворончихин Геннадий Петрович (2002) — бывший председатель Свободненского Горисполкома
- Великодный Василий Трофимович (2002) — бывший первый секретарь Свободненского ГК КПСС
- Терехов Николай Петрович (2002) — бывший начальник финансового управления администрации города Свободного
- Мальцев Владислав Михайлович (2004) — председатель Свободненского городского совета ветеранов
- Путий Степан Яковлевич (2004) — бывший начальник железнодорожной станции Свободный
- Семенов Александр Николаевич (2004) — участник Великой Отечественной войны
- Семенов Сергей Николаевич (2004) — председатель Амурского областного суда
- Серпакова Екатерина Яковлевна (2004) — заслуженный учитель школы РСФСР, талантливая рукодельница
- Уракова Надежда Александровна (2004) — ветеран-журналист газеты «Зейские огни»
- Шеметов Владимир Павлович (2004) — заслуженный речник Амура, бывший начальник Свободненского судоремонтно-строительного завода
- Юлдашев Ахмет Шарипович (2004) — бывший главный врач ЦРБ г. Свободного, участник Великой Отечественной войны
- Бутаков Юрий Иннокентьевич (2006) — директор ПУ-9, бывший депутат Свободненского городского Совета народных депутатов
- Сергиенко Валерий Иванович (2006) — директор Свободненского техникума железнодорожного транспорта
- Распопов Владимир Павлович (2006) — Заслуженный работник культуры РФ, заведующий хоровым отделением Детской школы искусств
- Сотникова Валентина Григорьевна (2008) — Заслуженный врач РСФСР, Отличник здравоохранения, ветеран труда
- Гулевич Ольга Николаевна (2008) — Отличник здравоохранения, ветеран труда
- Падалко Алексей Егорович (2008) — председатель Свободненского литературного объединения, Член союза российских писателей
- Шацкий Юрий Федорович (2008) — заведующий отделением народных инструментов МОУДОД
- Дегтеренко Вера Степановна (2010) — работник социальной сферы города.
- Кирютин Борис Васильевич (2010) — преподаватель Амурского кооперативного техникума.
- Шумейко Григорий Павлович (2011) — поэт, член Союза писателей России.
- Дрейко Ольга Николаевна (2011) — тренер-преподаватель высшей категории ДЮСШ № 1.
- Репешко Алла Александровна (2012) — педагог, бывший начальник городского отдела образования.
- Моисеев Михаил Алексеевич (2012) — депутат Госдумы, генерал армии, живёт в Москве.

## Происшествия
Во вторник, 9 октября 2018 года, около 11 часов по местному времени в Свободном произошло обрушение двух пролетов автомобильного моста на железнодорожный путь. За несколько минут до происшествия под мостом проходил грузовой поезд. Вместе с рухнувшим пролётом упал гружёный грузовой автомобиль, проезжавший по мосту. Водитель автомобиля серьёзно травмирован. Более никто не пострадал. В городе был объявлен режим ЧС.